# Eduard Fenzl
Eduard Fenzl, född den 15 februari 1808 i Krummnussbaum, död den 29 september 1879 i Wien, var en österrikisk botaniker. Han har fått släktet Fenzlia uppkallat efter sig.
Auktorsnamnet Fenzl kan användas för Eduard Fenzl i samband med ett vetenskapligt namn inom botaniken; se Wikipediaartiklar som länkar till auktorsnamnet.